# Fang mich an
Fang mich an ist ein Lied des deutschen Sängers Herbert Grönemeyer. Das Lied wurde am 27. Februar 2015 als zweite Single aus dem vierzehnten Studioalbum Dauernd jetzt veröffentlicht.

## Titelliste
CD Single
1. Fang mich an – 4:04
2. Fang mich an (Hoopieshnoopie Remix) – 3:48
3. Fang mich an (LCAW Remix) – 6:26
4. Fang mich an (Markus Ganter Remix) – 4:12

## Chartplatzierungen
In den deutschen Singlecharts konnte sich Fang mich an sieben Wochen halten und erreichte als höchste Position Platz 41. In Österreich und in der Schweiz konnte das Lied keinen Erfolg einfahren. Für Grönemeyer ist es der bereits 38. Charterfolg in Deutschland.
| ChartsChartplatzierungen | Höchstplatzierung | Wochen |
| ------------------------ | ----------------- | ------ |
| Deutschland (GfK)        | 41 (7 Wo.)        | 7      |

## Video
Das Video wurde im Februar 2015 auf einem Kasernengelände in Berlin-Spandau gedreht, Regisseur war Zoran Bihać.